# Абдул Рахман Абу Бакар
Абдул Рахман Абу Бакар (малайск. Abdul Rahman Abu Bakar; род. 18 мая 1935 года, Кланг, Малайзия) — малайзийский актёр и постановщик малайской оперы бангсаван. Национальный деятель искусств Малайзии (2004).

## Краткая биография
Родился в семье актёров малайской оперы бангсаван. С 8 лет выступал вместе с родителями в труппе «Опера Бриллиантовая звезда» (Diamond Star Opera), позднее в созданной отцом группе «Багсаван Рахмана — Звёздная опера Кланга» (Bangsawan Rahman Star Opera of Klang).

## Творчество
В 1953 году переехал в Сингапур, где создал группу «Бангсаван Золотая звезда Сингапура» (Bangsawan Bintang Mas of Singapore). С 1955 года сам стал ставить пьесы (первая самостоятельная постановка «Малайский крис»). Вернувшись в Малайзию, организовал в Келантане группу бангсавана «Восточная звезда» (Bintang Timur), в репертуаре которой было 87 пьес.
Всего им поставлено 200 пьес, в том числе «Раджа-полководец Бентана» (Raja Laksamana Bentan), «Харис Фадиллах» (Haris Fadhillah), «Злой бендахара Перака» (Bendahara Garang Perak), «Аланг Буана» (Alang Buana), «Крис Таминг Сари» (Taming Sari), «Купец Рафуддин» (Saudagar Rafuddin), «Семизвёздная Джула-Джула» (Jula Juli Bintang Tujuh), «Белый лук — Красный лук» (Bawang Putih Bawang Merah), «Си Тангганг» (Si Tanggang), «Чик Мамат — рыболов» (Cik Mamat Pancing Ikan), «Верный Дандан» (Dandan Setia), «Принцесса Лотос» (Puteri Bunga Teratai), «Мегат Теравис — бендахара Малакки» (Megat Terawis Bendahara Perak), «Дамар Вулан» (Damar Wulan), «Сри Арджуна» (Sri Arjuna), «Лейла и Меджнун» (Laila Majnun), «Ромео и Джульета» (Romeo Juliet), « Чап Чи По и министр Джагат Сингх» (Chap Chi Po dan Menteri Jagat Singh), «Тун Фатима — героиня Малакки» (Tun Fatimah Srikandi Melaka).
В конце 1960-х — начале 1970-х годов снимался в кино на киностудии «Мердека» в фильмах «Бешенство Тук Надинга» (Amuk Tuk Nading, 1968), «Канчан Тирана» (Kancan Tirana, 1968), «Закованный тигр» (Harimau Berantai, 1969) и «Жёлтый семамбу» (Semambu Kuning, 1974).
В 1974 году возглавил Объединение бангсавана «Восточная звезда» (Persatuan Bangsawan Bintang Timur). Поставил на телевидении несколько сериалов: «Горбун из Танджунг-Путри» (Si Bongkok Tanjung Puteri), «Дворец веры» (Istana Iman), «Мегат Панджи Алам» (Megat Panji Alam), «Искривлённый бамбук» (Buluh Rencung) и «Мост в ад» (Meniti Ke Neraka, 2006, 13 эпизодов).
С 1966 года стал по совместительству преподавать в Национальной академии искусств (ныне Академия искусств и национального наследия), с 1996 — на постоянной основе.

## Награды
- Государственная премия и звание «Национальный деятель искусств Малайзии» (2004)

## Семья
- Отец — Abu Bakar Saleh (Bakar M) — актёр бангсавана
- Мать — Kasminah Taib (Minah B) — актриса бангсавана
- Младшая сестра — Rohani B — актриса бангсавана
- Жена — Zabedah Ibrahim (Rohaya Rahman) — актриса бангсавана (с 1953 года)